# Lucas Makowsky
Lucas Makowsky (* 30. května 1987 Regina, Saskatchewan) je bývalý kanadský rychlobruslař.
Na Mistrovství světa juniorů 2006 získal s kanadským týmem bronzovou medaili ve stíhacím závodě družstev. Ne Světovém poháru nastoupil poprvé v roce 2007, na seniorském světovém šampionátu ve víceboji se premiérově představil v roce 2008. V sezóně 2008/2009 zvítězil v celkovém hodnocení Světového poháru v závodech družstev, zlatou medaili v této disciplíně si odvezl také ze Zimních olympijských her 2010. V individuálních olympijských startech byl devatenáctý (1500 m) a třináctý (5000 m). Na MS 2011 získal stříbro v závodě družstev a bronz na distanci 1500 m. Zúčastnil se Zimních olympijských her 2014, kde se na trati 1500 m umístil na 28. místě, ve stíhacím závodě družstev skončil s kanadským týmem čtvrtý. Po sezóně 2013/2014 ukončil sportovní kariéru.